# Salem Khamis
Salem Khamis (sinh ngày 19 tháng 9 năm 1980) là một cầu thủ bóng đá đến từ Các Tiểu vương quốc Ả Rập Thống nhất và Masfut Club.